# Wilma Mankiller
Wilma Pearl Mankiller (cherokee-navn: A-ji-luhsgi Asgaya-dihi, født 18. november 1945, død 6. april 2010) var en Cherokee-aktivist, socialarbejder, samfundsudvikler og den første kvinde valgt til overhøvding (engelsk: Principal Chief) for Cherokee Nation. Hun blev født i Tahlequah, Oklahoma, USA og boede i Adair County, Oklahoma indtil hun var 11 år, hvorefter familien flyttede til San Francisco, Californien som led i et føderalt regeringsprogram til urbanisering af indianere (Indian Relocation Act of 1956). Efter high school giftede hun sig med en ecuadorianer. De fik to døtre, og Mankiller blev hjemmegående mor. Inspireret af de sociale og politiske bevægelser i 1960'erne blev Mankiller involveret i besættelsen af Alcatraz, og senere blev hun involveret i Pit River-stammens kamp for land og kompensation. I begyndelsen af 1970'erne var hun i fem år socialarbejder med primært fokus på børns problemer.
Mankiller vendte tilbage til Oklahoma i efteråret 1976 og blev ansat af Cherokee Nation som økonomisk stimulanskoordinator. Hun begyndte at skrive ansøgninger om økonomisk støtte, og i begyndelsen af 1980'erne ledede hun det nyoprettede Community Development Department of Cherokee Nation. Ved at bruge den ekspertise i at udarbejde dokumentation, som hun havde lært under sin aktivistiske periode i Californien, fik hun succes med at få statsmidler. Hun udviklede og overvågede fællesskabsprojekter, der gjorde det muligt for beboere i landområder at identificere deres egne udfordringer og gennem deres arbejde deltage i at løse dem. Hendes projekt i landsbyen Bell i Oklahoma blev en succesfuld model til senere projekter og blev præsenteret i en film, mens hendes projekt i Kenwood modtog det føderale ministerium for bosættelse og byudviklings diplom for national fortjeneste. Hendes ledelsesevner blev bemærket af daværende overhøvding Ross Swimmer, som tilbød hende til at stille op som vicehøvding sammen med ham ved høvdingevalget i 1983. De to vandt valget, og Manhunter blev hun den første valgte kvindelige vicehøvding for Cherokee Nation. Da Swimmer fratrådte som overhøvding for at tiltræde en stilling i det føderale Bureau of Indian Affairs, blev hun overhøvding.
Mankiller var overhøvding som medlem af det Demokratiske Parti fra 1985 til 1995. Under hendes ledelse byggede Cherokee Nation nye sundhedsklinikker, oprettede en mobil øjenklinik, etablerede ambulancetjenester, oprettede programmer for tidlig uddannelse og voksenuddannelse, startede jobtræningsprogrammer, udviklede indtjeningsprogrammer herunder fabrikker, butikker, restauranter og bingospil. Hun etablerede selvstyre som gjorde det muligt for stammen selv at styre sine egne finanser. Hun advokerede utrætteligt for at forbedre oprindelige amerikaneres image og arbejdede flittigt mod misbrug af deres nationale arv. Da hun trak sig tilbage fra politik vendte Mankiller tilbage til aktivisme. Hun holdt foredrag om sygepleje, stammesuverænitet, kvinders rettigheder og bevidsthed om kræft. Hun skrev selvbiografien Mankiller: A Chief and Her People som blev en bestseller. Mankiller blev tildelt mange priser inkl. den højeste civile udmærkelse i USA, Presidential Medal of Freedom. Mankiller led af alvorlige helbredsproblemer i sit liv inkl. polycystisk nyresygdom, myasthenia gravis, lymfeknudekræft og brystkræft, og hun fik to nyretransplantioner. Hun døde i 2010 af bugspytkirtelkræft.

## Barndom i Oklahoma (1945-1955)
Wilma Pearl Mankiller blev født 18. november 1945 på Hastings Indian Hospital i Tahlequah, Oklahoma. Hendes forældre var Clara Irene (født Sitton) og Charley Mankiller. Faren Charley var en fuldblods cherokee, hvis forfædre var blevet tvunget til at flytte fra Tennessee til Indianerterritoriet over Trail of Tears i 1830'erne. Moren Clara Irene nedstammede fra hollandske og irske immigranter som havde slået sig ned i North Carolina i 1880'erne. Efternavnet "Mankiller", Asgaya-dihi (med cherokeealfabetet: ᎠᏍᎦᏯᏗᎯ) på cherokee henviser til en traditionel cherokee militær rang tilsvarende kaptajn eller major, eller en shaman med evnen til hævne uret gennem åndelige metoder. Alternative stavemåder er Outacity og Ontassetè.
Wilmas cherokee-navn var A-ji-luhsgi som betyder blomst. Da Charley og Irene blev gift i 1937 slog de sig ned på Charleys far, John Mankillers tildelte jordlod, kendt som "Mankiller Flats" nær Rocky Mountain i Adair County, Oklahoma, som han modtog i 1907 som led i regeringens politik om tvungen assimilering for oprindelige amerikanske folk.
Wilma havde fem ældre søskende: Louis Donald "Don", Frieda Marie, Robert Charles, Frances Kay og John David. I 1948 da hun var 3 år, flyttede familien til et hus bygget af hendes far, onkel og bror Don på hendes farfars Johns jordlod. Hun fik fem yngre søskende Linda Jean, Richard Colson, Vanessa Lou, James Ray og William Edward
som blev født i løbet af de næste 12 år. Det lille hus havde hverken elektricitet eller indlagt vand, og de levede i "ekstrem fattigdom". Familien drev jagt og fiskede, og havde en køkkenhave til at få mad. De dyrkede også jordnødder og jordbær som de solgte. Mankiller gik i skole til femte klasse i skole med tre rum i Rocky Mountain. Familien snakkede både engelsk og cherokee i hjemmet, Mankillers mor snakkede også Cherokee. Hendes mor syltede mad og brugte melsække til at lave tøj til børnene, som hun belærte om deres cherokee-arv. Selvom de tilsluttede sig baptistkirken var børnene nervøse omkring hvide menighedsmedlemmer og skikke, og foretrak at deltage i stammens ceremonielle møder. Ældre familiemedlemmer lærte børnene traditionelle historier.

## Flytning til San Francisco (1956-1976)
I 1955 var der en alvorlig tørke som gjorde det sværere for familien at forsørge sig. Som en del af USA's Indian termination policy kunne oprindelige amerikanske familier få hjælp efter Indian Relocation Act of 1956 til at flytte til byområder. Agenter fra Bureau of Indian Affairs (BIA) lovede bedre job og leveforhold for families som indvilligede i at flytte. I 1956, da Mankiller var 11, efter at BIA havde afslået et lån besluttede Charley Mankiller at det ville være godt for familien at flytte til byen, hvor han kunne få et stabilt job med en fast indkomst. Familien valgte Californien fordi Irenes mor boede i Riverbank, Californien. De solgte deres ejendele og tog et tog fra Stilwell, Oklahoma til San Francisco. Selvom de har lovet lejlighed, var der ingen lejligheder at få da de ankom. De blev huset i et lurvet hotel i Tenderloin-kvarteret i flere uger. Selv da familien flyttede til Potrero Hill hvor både hendes far og bror Don fandt arbejde, kæmpede familien med økonomien. Der var få oprindelige amerikanere i området hvilket skabte fremmedgørelse fra deres stammeidentiteter.
Mankiller og hendes søskende startede i skole, men havde det svært da de andre elever gjorde grin med hendes efternavn og drillede hende på grund af hendes tøj og den måde hun talte på. Hendes klassekammeraters behandling af hende fik Mankiller til at forlade skolen. Inden for et år havde familien sparet penge op og var i stand til at flytte til Daly City, men Mankiller følte sig fremmedgjort og løb hjemmefra, til sin mormors gård i Riverbank. Hendes mormor sendte hende tilbage til Potrero, men da Wilma fortsatte med at løbe hjemmefra, besluttede hendes forældre at lade hende bo på gården i et år. Da hun kom tilbage havde familien flyttet igen og boede i Hunters Point, et kvarter fyldt med kriminalitet, narko og bander. Selvom hun genvandt selvtillid i sit år hjemmefra, følte Mankiller sig stadig isoleret og begyndte at involvere sig i aktiviteterne i San Francisco Indian Center. Hun forblev ligeglad med skolen hvor hun havde svært ved matematik og fysik, men hun dimitterede fra hign school i juni 1963.
Straks da hun var færdig med skolen fik Mankiller kontorarbejde i et finansfirma og flyttede ind hos sin søster Frances. Den sommer mødte hun Hector Hugo Olaya de Bardi, en ecuadoriansk universitetsstuderende fra en velhavende familie ved en latin dans, og de to begyndte at komme sammen. Mankiller fandt ham sofistikeret og på trods af hendes families afstandstagen fra forbindelsen blev de gift i Reno, Nevada 13. november 1963 og tog på bryllupsrejse til Chicago. Da de kom tilbage til Californien, flyttede de ind i en lejlighed i Mission District i San Francisco hvor deres datter Felicia blev født 10 måneder senere. De flyttede så til et hus i nærheden, og i 1966 fik de en datter mere, Gina. Mens Olaya fortsat gik på San Francisco State University og arbejde for Pan American Airlines, var Mankiller hjemmegående sammen med døtrene. Olaya så sin rolle som familiens forsøger, og overlod til sin kone at passe børnene. Men Mankiller var rastløs og vendte tilbage til skolen og tog klasser på Skyline Junior College. For første gang nød hun at gå i skole og tog kun kurser som interesserede hende.

### Aktivisme
I 1964 besatte en lille gruppe aktister fra protestbevægelsen Red Power Alcatraz Island i nogle få timer. I slutningen af 1960'erne begyndte en gruppe studenter fra University of California, Los Angeles, University of California, Santa Cruz og San Francisco State University at protestere imod Vietnamkrigen og for borgerrettigheder for etniske minoriteter og kvinder. Blandt de grupper som kom frem i perioden var American Indian Movement (AIM) som i San Francisco var centreret omkring aktiviteterne på San Francisco Indian Center. United Bay Indian Council som fungerede som paraplyorganisation
for 30 forskellige grupper som repræsenterede folk med forskellige stammetilhørsforhold, mødtes også der. I oktober 1969 nedbrændte centeret, og tabet af deres mødested skabte et bånd mellem administratorer og studenteraktivister som kombinerede deres indsats for at bringe oprindelige amerikanere i byernes skæbne frem i lyset med en genbesættelse af Alcatraz.
Besættelsen inspirerede Mankiller til at blive involveret i borgerrettighedsaktivisme. Før
overtagelsen af øen i november havde hun ikke været involveret i hverken AIM eller United Bay Council. Hun begyndte at mødes med andre oprindelige amerikanere som havde været aktive i Indian Center, og blev aktiv i grupperne som støttede besættelsen. Hun besøgte Alcatraz, men hovedparten af hendes arbejde var fokuseret på fundraising og støtte ved at skaffe forsyninger af tæpper, mad og vand til dem på øen. Tidligt efter starten på besættelsen blev Charley Mankiller diagnosticeret med nyresygdommen polycystisk nyresygdom, som Mankiller opdagede at hun også havde. Mellem hendes aktivisme, skole og familieforpligtelser brugte hun så meget tid med ham som det var muligt. Besættelsen varede 19 måneder og i løbet af den tid lærte Mankiller organisationskundskaber og at lave juridisk research. Hun blev opfordret af andre aktivister til at fortsætte sine studier og begyndte at planlægge en karriere.

### Socialarbejde
Ved hendes fars død i 1971 vendte Mankiller-familien tilbage til Oklahoma til hans begravelse. Da hun vendte tilbage til Californien, skiftede hun til San Francisco State University i 1972 og begyndte at fokusere sine studier på social velfærd. Mod sin mands ønsker købte hun en bil og begyndte at søge uafhængighed og tog sine døtre med til arrangementer for oprindelige amerikanere ved USA's vestkystsområde. På sine rejser mødte hun medlemmer af Pit River-stammen i det nordlige Californien i nærheden af Burney og tilsluttede sig deres kampagne for kompensation fra Indian Claims Commission og Pacific Gas and Electric Company for landområder som ulovligt var taget fra stammen under guldfeberen i Californien. Gennem de næste fem år hjælp hun stammen med at indsamle midler til juridisk bistand og hjalp med forberede dokumentation for deres krav, og fik derved erfaring med international traktatret.
Tættere på hjemmet grundlagde Mankiller East Oakland's Native American Youth Center som hun ledte. Efter at have fundet en bygning søgte hun frivillige til at male og hjælpe med til at udarbejde uddannelsesprogrammer til at hjælpe unge med at lære om deres kulturarv, og nød en overvældende støtte fra fællesskabet. I 1974 blev Mankiller og Olaya skilt, og hun flyttede med sine to døtre til Oakland. Hun fik en stilling som socialarbejder i Urban Indian Resource Center hvor hun arbejdede med programmer for forskning i børnemisbrug og -forsømmelse, plejefamilier og adoption af oprindelige amerikanske børn. Idet hun indså at de fleste indfødte børn blev placeret i familier uden kendskab til indfødte traditioner, arbejdede hun med andet personale og advokater for at forhindre børn i at blive fjernet fra deres kultur. Loven som blev vedtaget med navnet Indian Child Welfare Act gjorde det ulovligt at placere indfødte børn hos ikke-indfødte familier.

## Tilbagevenden til Oklahoma

### Fællesskabsudvikling (1976-1983)
I 1976 vendte Mankillers mor tilbage til Oklahoma, hvilket fik Mankiller til at også at flytte sammen med sine to døtre. Først kunne hun ikke finde arbejde og flyttede tilbage til Californien i seks måneder. I efteråret var hun tilbage i Oklahoma, og byggede et lille hus nær sin mors i Mankiller Flats. Hun lavede frivilligt arbejde for Cherokee Nation, og blev efterfølgende ansat i 1977 til at arbejde på et program for unge cherokesere til at studere miljøvidenskab. Samme år studerede hun flere fag på Flaming Rainbow University i Stilwell, Oklahoma og færdiggjorde sin bachelorgrad i samfundsvidenskab med vægt på indianske anliggender, takket være et korrespondancekursus under et program der blev tilbudt af Union for Experimental Colleges i Washington D.C.. Hun startede kandidatkurser i samfundsudvikling på University of Arkansas i Fayetteville mens hun fortsatte med at arbejde i stammen som økonomisk stimulans-koordinator. Hun arbejdede med hjemmepleje, indianske børnevelfærdsprogrammer, sprogtjenester, et ældreprogram og et ungdomshjem.
Den 9. november 1979 da hun var på vej tilbage til Tahlequah fra Fayetteville, blev Mankillers bil ramt af en modkørende bil. Den modkørende bil blev kørt af Sherry Morris, en af Mankillers nærmeste venner, som døde i ulykken. Mankiller havde brækkede ribben, flere brud i venstre ben og ankel, og både hendes ansigt og højre ben blev knust. I starten troede lægerne at hun ikke ville komme til at gå igen. Efter 17 operationer, samt plastikkirurgi til at rekonstruere hendes ansigt, kunne hun gå med krykker og blev udskrevet fra hospitalet. Tre måneder efter ulykken mens hun stadig var i rekonvalescens, begyndte Mankiller at mærke tab af muskelkoordinering. Hun tabte tinge, kunne ikke gribe om ting, hendes stemme blev træt efter kort tids tale. Lægerne troede at problemerne var relateret til ulykken, men en dag da hun så en tv-indsamling for muskelsvind, tænkte hun at hendes symptomer lød tilsvarende. Hun kaldte muskelsvindscenteret og blev henvist til en specialist og diagnosticeret med myasthenia gravis. I november 1980 vendte hun tilbage til hospitalet og undergik flere operationer og begyndte en kemoterapibehandling som varede flere år. Hun vendte tilbage til sit arbejde i december.
Det første fællesskabsudviklingsprogram hvor Mankiller arbejdede med at skrive støtteansøgninger, var for landsbyen Bell i Oklahoma. Ved at kræve at beboerne deltog med deres tid og arbejde ved at lægge 26 km vandrør, bygge huse eller udføre bygningrenovering blev lokalsamfundet involveret i selv-forbedring. Mankiller samarbejdede på Bell-projektet med Charlie Soap som arbejdede i den indianske bosættelsesmyndighed og hjalp hende med at lede aktiviterne. Programmets succes førte til det blev brugt som model for andre tilskudsprogrammer til hendes egen og andre stammer. Undervejs i Bell-projektet blev hun i 1981 forfremmet af høvding Ross Swimmer til den første direktør i en ny afdeling som hun designede, Cherokee Nations Fællesskabsudviklingsafdeling. I løbet af de næste år skaffede Mankiller millioner af dollars til lignende fællesskabsudviklingsprogrammer. Hendes tilgang var selvhjælp som tillod borgerne at identificere deres problemer, og få kontrol over de udfordringer de stod overfor. Swimmer var imponeret af hendes færdigheder og resultater og hende om stille op sammen med ham ved det næste valg af høvding i stammen.

### Politiker (1983-1995)

#### Vicehøvding (1983-1985)
I 1983 blev Mankiller, som var demokrat, udpeget af Ross Swimmer, som var republikaner, til at stille op som hans vicehøvdingkandidat ved hans tredje opstilling i træk til at blive overhøvding. De ønskede begge at stammen skulle blive mere selvforsynende. Swimmer følte at vejen gik gennem udvikling af stammeforretninger som hoteller og landbrugsvirksomheder, mens Mankiller ønskede at fokusere på små landdistrikter, forbedring boligforhold og sygepleje. Deres forskelle i politik var ikke et centralt problem i valget, men Mankillers køn var. Hun blev overrasket over sexismen som hun blev mødt med, da familier og klaner i det traditionelle cherokee-samfund var matrilineært organiserede. Selvom kvinder traditionelt ikke havde haft navngivne positioner i Cherokee-ledelsen, havde de et kvinderåd der havde stor indflydelse og var ansvarlig for at oplære stammehøvdingen. Hun modtog dødstrusler, hendes dæk blev skåret op, og en plakat med et motiv som lignende hende, blev brændt. Swimmer stod dog fast. Swimmer opnåede genvalg mod Perry Wheeler med en smal margen. Mankiller vandt også en anden valgrunde om vicehøvdingposten mod Agnes Cowen og blev den første kvinde valgt til vicehøvding i Cherokee Nation. Wheeler og Cowen krævede omtælling af stemmerne og lagde sag an ved Cherokee appelretten og USA's distriktret for Øst-oklahoma for påståede valguregelmæssigheder. Både stamme- og den føderale ret dømte imod Wheeler and Cowen.
Som vicehøvding var en af hendes hovedopgaver at være formand for stammerådet, det 15-mand store styrende organ for Cherokee Nation. Selvom hun troede at sexismen fra valgkampen var overstået, opdagede Mankiller hurtigt at hun ikke havde meget støtte i rådet. Nogle medlemmer betragtede hende som en politisk fjende, mens andre så hende som uvigtig på grund af hendes køn. Hun valgte at undlade at involvere sig i stammelovgivning for at minimere fjendskabet til hendes valg, i stedet koncentrere sig om de regeringsområder, som rådet ikke kontrollerede. Et af hendes første fokusproblemer var på skellet mellem fuldblod og blandet blod. Cherokesere med ikke-indianske forfædre var i højere grad assimileret med amerikansk kultur, mens fuldblods cherokesere beholdt cherokee-sprog og kultur. De to grupper havde historisk set været i modstrid med meget uenighed om udviklingen. Da Mankiller blev valgt som vicehøvding, fokuserede blandet blod-fraktionen på økonomisk vækst og foretrak at ikke-indianere blev ansat til at drive stammens forretninger hvis de var mere kvalificerede. Fuldblods-fraktionen mente at en sådan modernisering ville skade Cherokee-identiteten. Mankiller der støttede en middelvej, udbyggede Cherokee Heritage Center og Institute for Cherokee Literacy. Hun overtalte stammerådet til at ændre den måde, hvorpå rådsmedlemmerne blev valgt, så at medlemmerne i stedet for at repræsentere hele nationen, skulle vælges i nyoprettede valgdistrikter. Ændringen betød at byområder med store befolkninger ikke længere kontrollerede rådet.

#### Overhøvding, del af valgperiode (1985-1986)
I 1985 fratrådte høvding Swimmer, da han blev udnævnt til assistant secretary i Bureau of Indian Affairs. Mankiller efterfulgte ham som den første kvindelige overhøvding i Cherokee Nation da hun overtog embedet 5. december 1985. Som en gestus til sine modstandere i stammerådet deltog hun ikke i rådsmøder og fremhævede adskillelsen mellem ledelsens udøvende og lovgivende grene. Næsten med det samme gjorde pressedækningen Mankiller til en international berømthed og forbedrede opfattelsen af oprindelige amerikanere over hele landet. I artikler som i interviewet i People i november 1985 forsøgte Mankiller at vise at oprindelige kulturelle traditioner for samarbejde og respekt for miljøet gjorde dem rollemodeler for resten af samfundet. I et interview med Ms. påpegede hun at Cherokee-kvinder var værdsatte medlemmer af deres samfund før mainstreamsamfundet påtvang patriarkati i stammen. Ved at præsentere sin kritik af Reagan-administrationens politikker som kunne formindske stammernes selvstyre eller true deres kultur byggede hun relationer med forskellige indflydelserige personer. Fordi hun manglede stammerådets velvilje, hun brugte også sin adgang til pressen til at oplyse cherokee-vælgerne om målene for sin administration og sit ønske om at forbedre boliger og sundhedsvæsenet. Inden for fem måneder efter at hun blev høvding resulterede Mankillers kendthed i at hun blev valg det år som årets amerikansk-indiansk kvinde, en ærestitel som blev tildelt af Oklahoma Federation of Indian Women, og hendes optagelse i Women's Hall of Fame of Oklahoma. Hun blev tildelt en æresdoktorgrad fra University of New England og modtog en anerkendelse for lederskab fra Harvard University.
I 1986 havde Mankiller og Charlie Soaps forhold ændret sig fra være at arbejdsmæssigt til at være personligt, hvilket førte til at de blev forlovede i begyndelsen af året. Da de ikke ønskede at give anledning til opfordringer om at hun skulle gå af, holdt de deres forhold hemmelig indtil de blev gift i oktober. Det skabte alligevel kontroverser, og der kom opfordringer til at Soap skulle træde tilbage fra sin stilling. Han sagde op med virkning fra slutningen af januar 1987, hvilket gav yderligere kritik fra Mankillers modstandere som så forsinkelsen som en taktik for at Soap kunne nå at optjene pensionsydelser. Oprindeligt havde Mankillers negative oplevelser afskrækket hende fra at søge genvalg, men efter at hendes modstandere forsøgte at overtale hende til ikke at stille op, gik hun ind i valgkampen med Soaps støtte. Hun argumenterede overfor vælgerne for at stammen kunne samarbejde med de delstatslige og føderale regeringer om at forhandle gunstige vilkår for at forbedre deres muligheder. Soap, som en fuldblods cherokee, var medvirkende til at give hendes budskab til den fraktion og nedtone kønsaspektet ved at tale på cherokee med dem om den traditionelle plads for kvinder i cherokee-samfundet. Ved at fokusere på budgetnedskæringer fra Reagans side fremhævede hun hvordan reduktioner i finansieringen af lavindkomstboliger, sundheds- og ernæringsprogrammer og uddannelsesinitiativer påvirker stammen. Mens hun anerkendte at den økonomiske udvikling var en prioritet, understregede Mankiller at forretningsudviklingen skulle balanceres med at løse sociale problemer.
Nogle uger før valget blev Mankiller indlagt på grund af hendes nyresygdom. Hendes modstandere hævdede at hun var medicinsk uegnet til at lede stammen. Valgdeltagelsen var høj, og selvom Mankiller vandt 45 % af stemmerne, krævede stammelov 50 % for at undgå et omvalg med Perry Wheeler. Hun vandt omvalget, men inden for en uge døde en af hendes tilhængere som var blevet valgt til stammerådet. Stammens valgkomite stemte for at annullere stemmerne på den afdøde, og Mankiller klagede til appelretten der krævede en omtælling inklusive stemmerne på den afdøde. Omtællingen gav flertal til Mankiller i stammerådet, og den ledige plads sædet blev fyldt af en tilhænger af hendes politik. Mankiller brugte pressedækningen af sit valg til at kæmpe mod de negative stereotyper om oprindelige folk og fremhæve deres kulturarv og styrker. Hun blev valgt som Newsmaker of the Year af Association for Women in Communications og Woman of the Year for 1987 af bladet Ms. og blev omtalt i artiklen Celebration of Heros i Newsweeks juli 1987-udgave.

#### Overhøvding, første valgte periode (1987-1991)
En af Mankillers første initiativer var at lobbye for at opretholde driften af Talking Leaves Job Corps Center, som det føderale arbejdsministerium havde indstillet til lukning. Embedsmænd i ministeriet indvilgede i at suspendere lukningen hvis hun kunne finde en passende placering. Hun anbefalede at jobcentret blev huset i et økonomisk insolvent motel, men i starten nægtede stammerådet at give tilladelse. Hun fik rådet til at omgøre dets beslutning ved at love at lave en folkeafstemning om sagen blandt stammemedlemmerne. Hun udvidede også fællesskabsudviklingsprogrammer efter modellen fra Bell-projektet, og i 1987 fik Kenwood-
projektet det føderale ministerium for bosættelse og byudviklings diplom for national fortjeneste. Ved at annoncere at cherokee-regeringen ikke længere fuldt ud ville finansiere Heritage Center, pressede hun centeret til at blive mere proaktiv for at tiltrække turister og generere indkomst til at betale for dets driftsudgifter. Da Indian Gaming Regulatory Act blev vedtaget i 1988 var Mankiller tøvende med at deltage, men erkendte at andre stammer havde ret til at gøre det. Idet hun var bekymret over forskning der forbandt gambling og kriminalitet, støttede hun ikke spil i Cherokee Nation. Hun afviste også anmodninger til stammen om at oplagre atomaffald pga. dets mulighed for at skade miljøet. Til sidst ændrede hun holdning, og bingohaller blev en stor indtægtskilde for stammen.
Ved at oprette Private Industry Council bragte Mankiller offentlige og private virksomheder sammen for at analysere måder at generere økonomisk vækst i det nordøstlige Oklahoma. Hun etablerede jobtræningsmuligheder og -programmer der gav økonomisk og teknisk ekspertise til stammedlemmer der ønskede at starte deres egne små virksomheder. Hun støttede også oprettelsen af en stammevirksomhed til elektronikkabler, opførelse af et vandkraftværk og et gartneri. Et andet initiativ som blev lanceret straks efter hendes indsættelse var krav om erstatning fra den føderale regering for ulovlig tilegnelse af resurser fra Arkansasfloden. USA's højesteret dømte i sagen Choctaw Nation vs. Oklahoma at Cherokee, Choctaw Nation of Oklahoma og Chickasaw Nation ejede Arkansasfldoens bredder og flodlejebankernes flodbredder. Spørgsmålet var om stammene var berettiget til at blive betalt for tab af adgang til kul-, gas- og olieforekomster som ikke længere kunne udvindes fordi United States Army Corps of Engineers havde omdirigeret floden under konstruktionen af McClellan-Kerr Arkansas River Navigation System. Cherokee sagsøgte USA for at få erstatning, og USA's 10. appelret fastslog at stammen havde ret til erstatning men det blev omstødt af højesteret. De tre stammer lagde sag an ved United States Court of Federal Claims i 1989 for "dårlig forvaltning af stammeresurser".
I december 1988 blev Mankillers lederskab anerkendt med en national pris udstedt af Independent Sector, en paraplygruppe for nonprofitorganisationer. John W. Gardner Leadership Award anerkendte ikke kun hendes fællesskabsudviklingsprojekter, men også hendes ledelse af Cherokee Nation Industries hvis overskud var steget voldsomt til over 2 millioner dollars. I midten af hendes første embedsperiode blev Mankiller inviteret til Det Hvide Hus for at mødes med præsident Reagan for at diskutere de oprindelig folks klager over hans administration. Mankiller var valgt som en af tre talsmænd for de 16 inviterede høvdinge. Hun tænkte at det ville et produktivt møde, men blev skuffet over at Reagan afviste deres problemer og blot gentog sit løfte om selvstyre. Selvom hun afskrev mødet som en mulighed for et pressefoto for Reagan, forøgede omtalen af det hendes image i offentligheden yderligere. Den mest betydningsfulde udvikling i hendes første embedsperiode var forhandlingerne med staten Oklahoma om deling af skatten fra virksomheder der opererede på cherokee-land. Aftalen som blev underskrevet af guvernør David Walters og ledelsen af alle De fem civiliserede stammer på nærMuscogee tillod høvdingene at opkræve statslige skatter og beholde en del af indtægterne.
I juni 1990 blev Mankillers nyresygdom forværret, og en af hendes nyrer svigtede. Hendes bror Don donerede en af sine nyrer, og hun undergik en nyretransplantation i juli og vendte tilbage til arbejdet efter få uger. Mens hun rekonvalescerede i Boston, mødtes med embedsmænd fra Washington DC og underskrev en aftale for Cherokee Nation om at deltage i et projekt, der gjorde det muligt for stammen at få selvstyre og ansvar til brug af føderale midler. Denne ændring i politikken skete på grund af påstande om korruption og dårlig forvaltning i Bureau of Indian Affairs. Høringer om sagen resulterede i ændringer i Indian Self-Determination and Education Assistance Act of 1975 i 1988 som tillod ti stammer at deltage i et pilotprogram over fem år. Stammerne modtog bloktilskud og fik lov til at tilpasse brugen af midler efter lokale behov. Flere ændringer i begyndelsen af 1990'erne udvidede selvstyret til Indian Health Service. Mankiller var glad for initiativet som styrkede samarbejdet og øgede selvstyret. I hendes første fulde hele embedsperiode byggede stammen nye sundhedsklinikker, oprettede en mobiløjenklinik og etablerede ambulancetjenester. De skabte oprettede programmer for tidlig uddannelse og voksenuddannelse. Mankiller blev anerkendt med en æresgrad fra Yale University i 1990 og fra Dartmouth College i 1991.
Omkring samme tid blussede tidligere stridigheder med United Keetoowah Band of Cherokee Indians op igen. Under Swimmer havde Cherokee Nation lagt sag an mod keetoowah-stammen som traditionelt havde tilladt medlemmer at tilhøre begge føderalt anerkendte stammer. Mankiller havde håbet at bilægge stridighederne mellem to stammer, men skatteaftalen skabte kontroverser. Keetoowah-stammen nægtede at tillade Cherokee Nation at opkræve skatter fra sine medlemmer og indførte en politik om at kræve at deres stammemedlemmer skulle fraskrive sig medlemskab af Cherokee Nation, idet de hævdede at være den "sande" stamme som repræsenterede cherokee-folket. Mankiller hvis administration havde oprettet en distriktsdomstol til at behandle problemet med at indiansk land hører under føderal jurisdiktion snarere end under delstatslig eller lokal retshåndhævelse, begyndte en praksis i slutningen af 1990 med at forhandle anerkendelse af politi mellem Cherokee Nation Marshal Service og andre retshåndhævende myndigheder (gensidig anerkendelse blev formelt godkendt i april 1991). Raids blev gennemført af county-ansatte og cherokee-politi mod 14 tobaksforretninger licenseret af keetoowah-stammen i efteråret 1990. Embedsmænd fra stammen kunne få udstedt forbud for Cherokee Nation mod at deltage og klagede til Bureau of Indian Affairs. De var ikke i stand til at løse sagen, og de føderale domstole trådte til og besluttede at keetoowah-stammens tobaksforretninger ikke var fritaget fra delstatsskatter.

#### Overhøvding, anden valgte periode (1991-1995)
I marts 1991 annoncerede Mankiller sit kandidatur til det næste valg og blev kort derefter sammen med andre indianske ledere inviteret til at mødes med præsident George H.W. Bush i Det Hvide Hus. Bushs embedsmænd var i modsætning til Reagans modtagelige for input fra stammelederne, og Mankiller håbede at der ville følge en ny tid med bedre "regering til regerings-forhold". Ved juni-valget fik hun 83 % af stemmerne. En af hendes første handlinger var at deltage i en konference om uddannelsesprogrammer for oprindelige amerikanere hvor hun stærkt modsatte sig at centralisere indiansk uddannelse. Ligeledes modsatte hun sig lovgivning som blev foreslået af Repræsentanternes Hus i Oklahoma om at opkræve tobaksafgifter for produkter der blev solgt i indianske tobaksforretninger til ikke-indianere. I den vedvarende kamp for kompensation for tabet af stammens mineralrettigheder i Arkansasfloden anslog Mankiller at en tredjedel af hendes tid som høvding var brugt til at forsøge at opnå en løsning.
I skoleåret 1991-1992 genoplivede Mankillers administration stamme-skolen Sequoyah High School i Tahlequah. Sammen med American Association of University Women arbejdede hun på et stipendieprogram til at matche cherokee-mentorer med piger der gik på kostskolen. Mentorerne fulgte pigerne gennem deres skolegang og gav vejledning om karrieremuligheder. Hun fokuserede også på identitetsproblemer i løbet af hendes embedsperiode. Mankiller arbejdede sammen med stammeregisterfører Lee Fleming og en medarbejder Richard Allen om at dokumentere grupper, der hævdede cherokee-arv, og de udarbejdede en liste med 269 foreninger over hele landet. Efter vedtagelsen af Indian Arts and Crafts Act of 1990 der gav både civilretlige og strafferetlige sanktioner til ikke-oprindelige kunstnere der kaldte deres arbejde for "indiansk kunst",, fik stammen mulighed for certificere kunsthåndværkere som ikke kunne bevise deres afstamning. I to meget omtalte sager med Willard Stone og Bert Seabourn blev Stone certificeret, men hans familie bad om at få hans certificering annulleret, og Seabourn blev ikke certificeret som kunstner, men i stedet som "goodwillambassadør".
Mankiller var markant i sin afvisning af at gøre Bureau of Indian Affairs strenge proces for stammeanerkendelse nemmere, hvilket hun ofte blev kritiseret for. I 1993 skrev hun til den daværende guvernør i Georgia, Zell Miller, og protesterede mod statsanerkendelse af grupper som hævdede at have cherokee og muscogee (creek) afstamning. Hun og stammerledere i de fem civiliserede stammer mente at statens anerkendelsesproces kunne give nogle grupper mulighed for med urette at hævde at være oprindelige amerikanere. Under kongreshøringer i Washington D.C. om reformering af reglerne for stammeanerkendelse fremførte Mankiller sin modstand mod enhver reform der ville svække anerkendelsesprocessen. Under hendes ledelse vedtog cherokee stammerådet to resolutioner om at forhindre personer uden et certifikat for graden af indiansk blod (Certificate of Degree of Indian Blood, CDIB) i at blive medlemmer af stammen. 1988-udgaven af Rules and Regulations of the Cherokee Registration Committee krævede at ansøgere havde en føderal certificering af at de havde en afstamning som forbandt dem med Dawesrullerne. Loven Act Relating to the Process of Enrolling as a Member of the Cherokee Nation fra 1992 omsatte praksissen til lov, og udelukkede effektivt set efterkommere af stammens tidligere slaver (kaldet Cherokee Freedmen) fra stammemedlemskab.
I 1992 støttede Mankiller Bill Clintons kandidatur til præsident, men donerede ikke nogen penge til hans valgkamp. Hun blev inviteret til at deltage i en økonomisk konference i Little Rock, Arkansas og deltog i Clintons stab som forberedte præsidentskiftet. Takket være hendes adgang til højtstående personer blev hun kaldt den "mest indflydelsesrige indianske leder i landet". Hendes selvbiografi, Mankiller: A Chief and Her People som blev udgivet i 1993, blev en national bestseller i USA. Gloria Steinem sagde i en anmeldelse at "Som en kvindes rejse, åbner Mankiller hjertet. Som et folks historie, informerer det sindet. Sammen lærer det os at så længe folk som Wilma Mankiller bærer flammen i sig, vil århundreders uvidenhed og folkemord ikke kunne slukke den menneskelige ånd". Steinem og Mankiller blev tætte venner, og Steinem giftede sig senere ved en ceremoni i Mankiller Flats. I maj blev Mankiller æresdoktor fra Drury College, i juni blev hun hædret med American Association of University Womens Achievement Award, og i oktober blev hun optaget indført i Kvindernes æresgalleri i USA. I 1994 blev hun optaget i Oklahoma Hall of Fame, såvel som National Cowgirl Museum and Hall of Fame i Fort Worth i Texas. Samme år blev Mankiller inviteret af Clinton til at være ordstyrer ved et topmøde hvor ledere fra alle 545 føderalt anerkendte stammer i USA samledes for at diskutere en række emner. Topmødet blev et forum hvor ledere i stammerne kunne løse problemer vedrørende jurisdiktion, lovgivning, resurser og religionsfrihed. Det blev efterfulgt af en konference i Albuquerque med deltagelse af USA's justitsminister og indenrigsminister. Som et resultat af de to møder blev Office of Indian Justice etableret af justitsministeriet.
I 1995 blev Mankiller diagnosticeret med lymfeknudekræft og valgte ikke at genopstille, hovedsageligt på grund af helbredsproblemer. På grund af kemoterapi måtte Mankiller stoppe med at bruge det immunsupprimerende medicin som hun havde taget siden sin transplantation. Da George Bearpaw blev diskvalificeret som kandidat, efterfulgte Joe Byrd hende som overhøvding. Mankiller nægtede at deltage ved hans indsættelse fordi diskvalifikationen af hans rival var baseret på en omstødt dom for overfald. Da hun frygtede at Byrd ville afskedige personalet som hun havde ansat, godkendte Mankiller afskedspakker til arbejderne i hendes sidste dage i embedet. Den nye høvding lagde sag an mod Mankiller på vegne af Cherokee Nation med påstand om underslæb for 300.000 dollars af stammens midler som blev udbetalt til stammeembedsmænd og -afdelingschefer som forlod jobbet ved slutningen af hendes embedsperiode i 1995. Sagen Cherokee Nation vs. Mankiller  blev trukket tilbage efter en afstemning i stammerådet. Om sin tid som høvding udtalte Mankiller: "Vi har haft skræmmende problemer på mange kritiske områder, men jeg tror på det gamle cherokee-bud om at have 'et godt sind'. I dag kaldes det positiv tænkning". Da Mankiller forlod embedet, var befolkningen i Cherokee Nation steget fra 68.000 til 170.000 indbyggere. Stammen havde årlige indtægter på ca. 25 millioner dollars fra en række kilder, herunder fabrikker, butikker, restauranter og bingospil. Hun havde sikret føderal bistand på 125 millioner dollars om året til hjælp med uddannelses-, sundheds-, bolig- og beskæftigelsesprogrammer. Efter at have fået stammens ønske om selvstyre godkendt, var det føderale tilsyn med stammemidler blevet minimeret.

### Tilbage til aktivisme (1996-2010)
Byrds administration blev indblandet i en forfatningsmæssig krise, hvilket han gav Mankiller skylden for, idet han mente at hendes manglende deltagelse ved hans indsættelse og mangel på vejledning delte stammen, og efterlod ham uden erfarne rådgivere. Hans tilhængere hævdede også at Mankiller var bag forsøg på at fjerne Byrd fra embedet hvilket hun benægtede. Hun udtalte sig ikke om Byrds administration indtil han beskyldte hende for at lede en sammensværgelse. To måneder efter at Byrd blev anklaget for forkert brug af føderale midler, og en måned efter at han lagde skylden for hans administrations problemer på Mankiller, tog hun til Washington med sin forgænger, Swimmer, for at bede de føderale myndigheder om at tillade stammen at løse deres egne problemer. Trods opfordringer fra den amerikanske indenrigsminister, Bruce Babbitt, om at involvere Kongressen og Oklahomas senator Jim Inhofes ønske om præsidenthandling, fastholdt Mankiller at problemet skyldtes uerfaren lederskab som hun ikke ønskede at blive indblandet i. Da en uafhængig gruppe af juridiske analytikere, kendt som "Massad Commission", blev samlet i 1997 for at evaluere problemerne i Byrds administration, blev Mankiller på trods af hendes vedvarende helbredsproblemer indkaldt som vidne. Hun gentog ved høringerne at hun mente at problemerne var forårsaget af dårlige rådgivere og høvdingens mangel på erfaring.
Efter hendes periode som høvding blev Mankiller i 1996 blev Mankiller gæsteprofessor ved Dartmouth College hvor hun underviste i programmet for oprindelige amerikanske-studier. Det år blev hun hædret med Elizabeth Blackwell Award fra Hobart and William Smith Colleges for sin eksemplariske tjeneste for menneskeheden. Efter et semester tog hun på en national foredragstur hvor hun talte om sygepleje, stammesuverænitet, kvinders rettigheder og bevidsthed om kræft. Hun talte til forskellige foreninger, stammemøder, universiteter og kvindegrupper. I 1997 modtog hun en æresgrad fra Smith College og i 1998 tildelte præsident Clinton Mankiller Presidential Medal of Freedom som er den højeste civile udmærkelse i USA. Kort tid derefter havde hun endnu et nyresvigt og fik fra sin niece, Virlee Williamson, sin anden nyretransplantation. Som før vendte hun straks tilbage til at arbejde og genoptog sin foredragsturne foruden at hun arbejdede på fire bøger samtidigt. I 1999 blev Mankiller diagnosticeret med brystkræft og gennemgik en dobbelt lumpektomi efterfulgt af strålebehandling. Det samme år udkom bogen The Reader's Companion to U.S. Women's History som havde Mankiller som en af redaktørerne.
I 2002 bidrog Mankiller til bogen That Takes Ovaries!: Bold Females and Their Brazen Acts (Det kræver æggestokke!: Modige kvinder og deres frække handlinger), og i 2004 var hun medforfatter til Every Day Is a Good Day: Reflections by Contemporary Indigenous Women (Hver dag er en god dag: Refleksioner af nutidige indfødte kvinder). Det følgende år arbejdede hun med Oklahoma Breast Cancer Summit med at opfordre til tidlig screening og øge bevidstheden om sygdommen. I 2006 blev Mankiller sammen med andre oprindelige amerikanske ledere bedt om at sende et par sko til Heard Museum til udstillingen Sole Stories: American Indian Footwear" (Enlige/sål-historier: amerikansk indiansk fodtøj). Hun sendte hun et par simple vandresko. Hun valgte skoene fordi hun havde brugt dem over hele verden, herunder rejser til Brasilien og Kina, og fordi de formidlede normaliteten af hendes liv, hendes vedholdenhed, standhaftighed og beslutsomhed. I 2007 holdt Mankiller foredrag i Oklahoma Humanities i anledning af 100-årsdagen Oklahomas optagelse i USA. Efter foredraget fik hun tildelt den første Oklahoma Humanities Award af Oklahoma Humanities Council. Hun fortsatte sine forelæsningsture og blev i september 2009 udnævnt til den første Sequoyah Institute Fellow ved Northeastern State University.

## Død og eftermæle
I marts 2010 meddelte Mankillers mand, at hun var dødelig syg med bugspytkirtelkræft. Mankiller døde af sin kræftlidelse den 6. april 2010 i sit hjem på landet i Adair County (Oklahoma), Oklahoma. Omkring 1200 mennesker deltog i en mindehøjtidelighed på Cherokee National Cultural Grounds i Tahlequah den 10. april, heriblandt mange højtstående personer, herunder den siddende cherokee-høvding Chad Smith, Oklahomas guvernør Brad Henry, kongresmedlem Dan Boren og Gloria Steinem. Under ceremonien blev udtalelser fra Bill og Hillary Clinton, såvel som præsident Barack Obama offentliggjort. Mankiller blev begravet på familiekirkegården, Echota Cemetery, i Stilwell og blev få dage senere hædret i en kongresresolution fra Repræsentanternes hus i USA. Hun blev posthumt tildelt Drum Award for Lifetime Achievement af de fem civiliserede stammer.
Mankillers efterladte dokumenter er i Western History Collection på University of Oklahoma i Norman. Med 14 æresdoktorater satte hun et permanent aftryk på både Oklahoma og USA gennem sit arbejde for at opbygge lokalsamfundet og for forvaltningen af sin stamme. I løbet af hendes tre perioder som overhøvding gav Mankiller fornyet styrke til Cherokee Nation gennem udviklingsprojekter, hvor mænd og kvinder sammen arbejder for det fælles gode. Under den nationale politik for oprindelige amerikanske folks selvbestemmelse, forbedrede Mankiller forhandlingsklimaet mellem stamme og føderation og hjalp med at oprette og vedligeholde det regering-til-regeringsforhold, som Cherokee Nation nu har med USA's føderale regering. Hun inspirede oprindelige og ikke-oprindelige amerikanere og er stadig en rollemodel for kvinder og piger. "Før mit valg," sagde Mankiller engang, "vil unge cherokee-piger aldrig have troet, at de kunne vokse op og blive høvding". I 2010 på den årlige kvindekonference, som afholdes af Women Empowering Women for Indian Nations (WEWIN) for at fremme og styrke oprindelige amerikanske kvinders lederskab, og som Mankiller havde været stiftende bestyrelsesmedlem for, blev et stipendium til at betale rejseomkostninger for kvinder som deltager i møderne, navngivet efter hende
Spillefilmen The Cherokee Word for Water fra 2013 fortæller historien om vandrørsprojektet i Bell, som hjalp med at starte Mankillers politiske karriere, og som også var starten på hendes venskab med sin fremtidige mand, Charlie Soap. I filmen portrætteres Mankiller af skuespilleren Kimberly Norris Guerrero og Soap af skuespilleren Moses Brings Plenty. Filmen som er produceret af Kristina Kiehl og Soap, var et resultat af en drøm, der omfattende mere end 20 års planlægning og fundraising. Det var vigtigt for Mankiller, at historien om modstandskraften hos oprindelige folk skulle være filmens fokus. Mankiller Foundation, der er opkaldt efter hende, og som fokuserer på uddannelsesmæssige, samfunds- og økonomiske udviklingsprojekter, var involveret i produktionen. I 2015 færdiggjorde Cherokee Nation byggeriet af udvidelsen af Wilma P. Mankiller Health Center i Stilwell, som fordoblede dets størrelse og opdaterede dets udstyr. Centeret er af de travleste af otte hospitaler i Cherokee Nation Health Services-systemet og betjener ca. 120.000 patienter årligt. I 2017 kom dokumentarfilmen Mankiller produceret af Valerie RedHorse Mohl. Gennem interviews med dem, som kendte hende, og ved brug af arkivfilm, fortæller filmen historien om Mankillers liv og hendes tid som overhøvding for Cherokee Nation. I 2018 blev Mankiller en af de hædrede i den første optagelsesceremoni afholdt af National Native American Hall of Fame.

## Udvalgte værker
- Mankiller, Wilma (1985). "Keeping Pace With the Rest of the World". Southern Exposure. Durham, North Carolina: Institute for Southern Studies. ISSN 0146-809X.[65] Genoptrykt i Bruchac, Joseph, red. (1995). Aniyunwiya/real Human Beings: An Anthology of Contemporary Cherokee Prose (1. udgave). Greenfield Center, New York: Greenfield Review Press. ISBN 978-0-912-67892-4.
- Mankiller, Wilma P. (1988). The chief cooks: traditional Cherokee recipes. Muskogee, Oklahoma: Hoffman Printing Company. OCLC 25384767.
- Kauger, Yvonne; Du Bey, Richard; Mankiller, Wilma (1990).  Zelio, Judy A. (red.). Promoting Effective State-Tribal Relations: A Dialogue. Denver, Colorado: National Conference of State Legislatures. ISBN 978-1-55516-975-6.
- Mankiller, Wilma (Spring 1991). "Education and Native Americans: Entering the Twenty-First Century on Our Own Terms". National Forum. Baton Rouge, Louisiana: Louisiana State University. 71 (2): 5-7. ISSN 0162-1831.[210]
- Mankiller, Wilma; Wallis, Michael (1993). Mankiller: A Chief and Her People (1. udgave). New York, New York: St. Martin's Press. ISBN 978-0-312-09868-1.
- Mankiller, Wilma P.; Mink, Gwendolyn; Navarro, Marysa; Steinem, Gloria; Smith, Barbara, red. (1999). The Reader's Companion to U.S. Women's History. New York, New York: Houghton Mifflin Harcourt. ISBN 978-0-618-00182-8.
- Mankiller, Wilma (2002). "Returning Home".  I Solomon, Rivka (red.). That Takes Ovaries!: Bold Females and Their Brazen Acts. New York, New York: Three Rivers Press. s. 64-66. ISBN 978-0-609-80659-3.
- Mankiller, Wilma Pearl; Introduction: Gloria Steinem; Forward: Vine Deloria, Jr. (2004). Every Day is a Good Day: Reflections by Contemporary Indigenous Women. Golden, Colorado: Fulcrum Publishing. ISBN 978-1-55591-516-2.{{cite book}}:  CS1-vedligeholdelse: Flere navne: authors list (link)
- Mankiller, Wilma (2008). "Introduction".  I Hurtado, Albert L. (red.). Reflections on American Indian History: Honoring the Past, Building a Future. Norman, Oklahoma: University of Oklahoma Press. ISBN 978-0-8061-3896-1.

## Yderligere læsning
- Janda, Sarah Epple (2007). Beloved Women: The political lives of Ladonna Harris and Wilma Mankiller. DeKalb, Illinois: Northern Illinois University Press. ISBN 978-0-875-80372-2.
- Johansen, Bruce E.; Jr, Donald A. Grinde (1998). The encyclopedia of Native American biography: Six hundred life stories of important people, from Powhatan to Wilma Mankiller (1. Da Capo Press udgave). New York, New York: Da Capo Press. ISBN 978-0306808708.